# .ax
.ax es el dominio de nivel superior geográfico para Åland desde el 18 de enero de 2007. Anteriormente, Åland usaba el ccTLD finlandés .fi. La mayoría de los sitios web de este archipiélago utilizaban el subdominio .aland.fi.